# Toda Kazuaki
Toda Kazuaki est un nom japonais traditionnel ; le nom de famille (ou le nom d'école), Toda, précède donc le prénom (ou le nom d'artiste).
Toda Kazuaki (戸田 一西, 1542-20 août 1604) est un samouraï au service de Tokugawa Ieyasu. En 1601, Ieyasu lui donne le domaine de Zeze (30 000 koku) à Omi.

## Biographie
La famille Toda, seigneur du domaine d'Ōgaki, dont l'ancêtre était Ichinishi, était une branche de la famille principale du  clan Toda (ja), mais on dit qu'elle était déjà devenue indépendante et une branche familiale distincte à l'époque d'Ichinishi, et on disait que c'était une branche distincte du clan Tokugawa et servait de branche familiale distincte de la famille principale. On présume qu'il a été convoqué (traité de la même manière que la famille principale). Il existe également une théorie selon laquelle Ichinishi aurait en fait été adopté par une autre famille.
Ichinishi est né à Yoshida, province de Mikawa (actuellement ville de Toyohashi, préfecture d'Aichi). Durant l'ère Eiroku, il aurait dirigé la région de Tami du district d'Atsumi, province de Mikawa, et aurait servi Ieyasu Tokugawa à l'époque du siège du château de Yoshida, devenant ainsi un vassal du Mikawa Fudai d'Ieyasu. En 1575, il fut nommé Jungoi (ja) (cinquième rang junior, rang inférieur, femme chef). Il participe à la conquête d'Odawara en 1590 et s'empare du château de Yamanaka dans la province d'Izu. La même année, après l'entrée d'Ieyasu dans la région de Kanto, il donna 5 000 koku à Kujirai, province de Musashi (actuellement Kujirai, ville de Kawagoe, préfecture de Saitama).
Lors de la bataille de Sekigahara en 1600, il suivit l'armée Tokugawa Hidetada et attaqua Masayuki Sanada du château d'Ueda à Shinano. À cette époque, il fut plus tard félicité par Ieyasu pour être le seul à s'opposer à l'insistance de Hidetada à attaquer le château d'Ueda. On dit qu'Ieyasu était très en colère contre l'arrivée tardive de Hidetada à Sekigahara et a déclaré que tout le monde autour de lui ne l'avait pas réprimandé, et Ichinishi a déclaré qu'il l'avait réprimandé, mais que cela n'avait pas été accepté. Ieyasu voulait pouvoir faire ce qu'Ichinishi disait à partir de maintenant, alors il prit lui-même le commandement et le donna à Ichinishi. On dit qu'Ichinishi a été ému aux larmes après avoir entendu cela. En février 1601, en reconnaissance de ses réalisations dans la construction du château de Zeze dans la province d'Omi sur ordre d'Ieyasu, il obtint un fief de 30 000 koku dans la région et fonda le domaine de Zeze. Afin de stabiliser le gouvernement du domaine, Ichinishi a introduit dans le lac Biwa une espèce de palourdes d'eau douce plus grande que celles originaires du lac Biwa depuis son ancien territoire, Musashi-Kawagoe, et a encouragé la pêche aux palourdes rouges. Les palourdes rouges sont devenues une spécialité de Zeze et étaient appelées « palourdes Samon » ou « palourdes Seta » d'après le nom commun d'Ichinishi, Samon, et la soupe aux palourdes était appréciée à Kyoto.

Il mourut en 1604. Il est décédé à l'âge de 62 ans. La cause du décès aurait été une chute de cheval. Son fils aîné, Ujitetsu, lui succède. Le 17 novembre 1917, il reçut à titre posthume le grade de Junior Third Rank. De plus, Ichinishi et ses descendants de génération en génération sont consacrés en tant que divinités au sanctuaire Tokoha (ja) à Ogaki.